# Левин, Ханох
Ханох Левин (ивр. חנוך לוין‎; декабрь 1943 года,Тель-Авив, Палестина — 18 августа 1999 года, Израиль) — израильский поэт и драматург, автор песен; классик современной израильской драматургии.

## Биография
Потомок хасидских раввинов. Родители эмигрировали в Палестину в 1935 из Лодзи. Получил религиозное воспитание. В 12 лет потерял отца, вскоре был вынужден пойти работать, учился в вечерней школе, параллельно занимался на театральных курсах. Закончил Тель-Авивский университет, где изучал философию и еврейскую литературу (1965—1967). Помимо пьес опубликовал несколько книг стихов и прозы, писал песни.

## Творчество

### Студенческие годы
После прохождения воинской службы в качестве кодировщика в войсках связи, изучал философию и ивритскую литературу в Тель-Авивском университете (1964—1967). В 1965 году он стал редактором газеты «Дорбан» (одной из студенческих газет университета). Некоторые его работы того периода впоследствии были переизданы и достаточно существенно отредактированы (такие как «Закалённые» и «Баллада о солдате»). А произведение «Мужчина и Женщина» в июне 1966 года было переименовано в «Черный орёл на красной крыше» и опубликовано уже после Ливанской войны. Во время учёбы в университете Ханох Левин был активным членом коммунистической партии, именно там он познакомился с Денни Трацом, драматургом и членом коммунистического союза молодёжи, между ними завязались тёплые дружеские отношения, а вскоре они обнаружили удивительное сходство во взглядах относительно своей профессиональной деятельности.

### Первые произведения
В 1967 году Левин опубликовал стихотворение «Бирхот ха-Шахар» (в переводе с иврита «Утренние благословения») в литературном журнале «Йохани», где впервые столкнулся с критикой в свой адрес. Стихотворение было позже напечатано в его сборнике стихов «Жизнь мёртвых». В «Га-Арец» он опубликовал рассказы «Упрямый Дина» (1966) и «Pshishpsh» (1971, опубликовано в книге «Вечный неверный и возлюбленный»), а также цикл стихов «Праздничная песня слабых: идиллия» (1968, позже появился в «Жизни мёртвых») и «Ущербные люди» (1970). По приглашению Меира Вейслейтера с 1971 году публикует рассказы и стихи в литературном журнале «Восклицательный знак» (סימן קריאה): «Мир подхалимов» (1973), «Горбун находит проститутку» (1976), «Жизнь мёртвых» (1981) и другие. Кроме того, в 1967 году Левин направил на конкурс радиостанции «Коль Исраэль» пьесу, название которой было «Поймайте шпиона», и получил первый приз. Шоу под руководством его брата Дэвида было показано несколько раз. Перевод пьесы Левина на английский язык получил первую премию в 1969 году на конкурсе радиодрамы в Италии. Позже этот перевод был опубликован в книге «Финал».

### Теоретическая работа
В 1967—1970 годах Левин посвятил себя политической сатире. В марте 1968 года он начал работать в кабаре-шоу под названием «Ты, я и следующая война» с режиссёром Эдной Шавит (1935—1915). Шоу было поставлено в августе 1968 года в клубе «Бар-Барим» в Тель-Авиве четырьмя студентами Шавит с театрального факультета Тель-Авивского университета: Бат-Шевой Зайслер, Шифрой Мильштейн, Гадом Кинаром и Рами Пелегом. Продюсерам был Дэнни Трац. Позже Левин написал сатиру под названием «Кетчуп». Под руководством брата Дэвида она была исполнена в подвале сатирического кабаре в Тель-Авиве в марте 1969. В этих двух работах Левин издевался над израильским военным пафосом (как и в пародии на победную речи генерала Шмуэля Гонена на закрытии Шестидневной войны под названием «Парад Победы в течение 11 минут войны»), бессилием и самодовольством политиков Израиля («Мирные переговоры на Ближнем Востоке»), также была затронута тема скорби по поводу утраты близких.
Критика, обрушившаяся на Левина за его пьесы «Ты и я, и следующая война» и «Кетчуп», ещё более усугубилась после его третьей политической пьесы, «Королевская ванна», которая была поставлена в театре в апреле 1970 года. За эту достаточно спорную пьесу он был обвинён ещё и в пошлости. Пьеса также содержала в себе много провокационных сцен, таких как «Привязка», в котором Исаак просит своего отца Авраама, не стесняясь, зарезать его, и «Ухаживание», где высмеивается высокомерие евреев. Можно предположить, что такая буря эмоций была вызвана самим фактом постановки пьесы в театре; многие зрители протестовали и высказывали своё недовольство прямо во время спектакля. Национальная религиозная партия потребовала запрета пьесы цензурой, так как, по их словам, она оскорбляла Священное писание. Правительство также пригрозило лишить театр финансовой поддержки. Несмотря на возражения Левина, руководство театра в ответ на эти возмущённые отклики решило закрыть шоу после девятнадцати спектаклей.

### Успех
Первым художественным произведением Левина стала комедия «Власть Соломона», премьера которого состоялась в мае 1969 года в Открытом театре под руководством Гилелея Нееманома. Но лишь следующая пьеса принесла Ханоху Левину столь долгожданный успех: пьеса, поставленная на сцене Хайфского театра в марте 1972 года режиссёром Одедом Коттлером. Следующая пьеса Левина, «Якоби и Лейдентл», впервые была представлена в декабре 1972 года в театре «Камери». В 1970-х годах он продолжал писать и более провокационные пьесы, которые незамедлительно появлялись на сценах Хайфского театра и театра «Камери». В течение этого периода Левин также написал два киносценария: «Флок», снятый режиссёром Дэнни Волманом (1972), и фантазии на романтические темы (режиссёр Витек Трац). В 1977 году оба фильма получили признание критиков, но были приняты общественностью без восторга. Очередной всплеск страстей случился в связи с выходом в свет новой пьесы Левина «Рабочая страсть» (1981). Спектакль включал сцену, в которой голый работник (в исполнении Йосефа Кармона) солдатом армии Цезаря был посажен на шест и впоследствии продан в цирк, чтобы его агония не привлекала публику. Мириам Таасех-Глейзер, в то время заместитель министра образования и культуры, заявила в Кнессете, что государство не должно финансировать театр, «где голый парень висит в течение десяти минут, размахивая всем чем можно перед зрителями». Следующая пьеса Левина, «Великая Вавилонская блудница» (1982), вызвала возмущение даже среди его коллег — актёров театра «Камери», главным из которых был Йоси Ядин. После этого инцидента пьеса была сокращёна на двадцать минут. Левин вернулся к написанию пьес с политическим уклоном с выходом в свет его новой пьесы «Патриот», премьера которой состоялась в октябре 1982 года в театре Неве-Цедека, режиссёром которой стал Одед Коттлер. Спектакль представлял вниманию зрителя историю простого гражданина Израиля, который жаждет эмигрировать в США. Но за это американский консул требует от еврея плюнуть в лицо своей матери, ударить по лицу арабского мальчика и посмеяться над богом. Несмотря на то, что критики и многие видные деятели запретили пьесу, она всё же была поставлена, за что руководство театра получило обвинительное заключение. Пьеса была поставлена лишь в сильно отредактированном варианте. В 1980-х годах некоторые критики утверждали, что Левин повторяется и использует одинаковые приёмы во всех своих произведениях (Yakish и Poupche, Хамит Лабет), хотя его более поздние пьесы («Мечтательный ребёнок», «Те, кто ходят во тьме», «Отдых» и др.) получили широкое признание. В 1994 году по «Мечтательному ребёнку» был снят фильм, режиссёром которого стал Пэи Лоуви.

### Другие интересы
Хотя его главной любовью был театр, Левин за свою жизнь написал, кроме того, несколько песен, опубликовал две книги, и выпустил сборник стихов, а также был режиссёром нескольких эпизодов телешоу Лейлы Джоу.

## Постановки на постсоветском пространстве

#### Постановки в России
- 2000 — Театр на Литейном. «Потерянные в звёздах. Lost in the stars», постановка Григория Дитятковского по пьесе «Торговцы резиной» в переводе Валентина Красногорова
- 2006 — Театр Романа Виктюка. «Непостижимая женщина, живущая в нас», постановка Романа Виктюка по пьесе «Любовные игры» в переводе Марка Сорского
- 2010 — Театральное агентство Арт-партнер XXI. «Торговцы резиной», постановка Виктора Шамирова с участием Татьяны Васильевой, Ефима Шифрина, Ивана Агапова, перевод Валентина Красногорова
- 2011 — Санкт-Петербургский музыкально-драматический театр «Буфф». «Хефец, или Каждый хочет жить!», постановка Игоря Миркурбанова, перевод Марьяна Беленького
- 2012 — Театр имени Маяковского. «На чемоданах», постановка Александра Коручекова. Перевод Аллы Кучеренко.
- 2014 — Учебный театр "На Моховой". «Пакуем чемоданы», руководитель постановки Анджей Бубень, режиссёрский курс Юрия Красовского. Перевод Марьяна Беленького.
- 2015 — Омский театр драмы. «На чемоданах», постановка Александра Баргмана. Перевод Аллы Кучеренко.
- 2017 — Александринский театр. «Крум», постановка Жана Беллорини. Перевод Марка Сорского.
- 2020 — "Современник". «Крум», постановка Андрея Маника. Перевод Марка Сорского.
- 2021 — Театр имени Комиссаржевской. «Трепет моего сердца», постановка Александра Баргмана. Перевод Марка Сорского.
- 2023  — Камерный театр Малыщицкого. «Крум», постановка Петра Шерешевского.

###### Постановки в Украине
- 2020 — Национальный драматический театр имени Ивана Франко. «Крум». Постановка Давида Петросяна. Перевод на украинский Марьяна Беленького.

## Признание
Лауреат премии Бялика (1994). В 2005 году главным событием Авиньонского фестиваля стала постановка драмы Левина «Крум» польским режиссёром Кшиштофом Варликовским; в 2006 году эта постановка была показана в Центре Мейерхольда в Москве.